# Nový Malín
Nový Malín (tidigare: Frankštát, tyska: Neu Malin, Frankstadt an der Mährischen Grenzbahn) en by och en kommun i Tjeckien. Den ligger i regionen Olomouc, i den östra delen av landet, 190 km öster om huvudstaden Prag. Nový Malín ligger 369 meter över havet och antalet invånare är 3 436 (2016).
Terrängen runt Nový Malín är kuperad. Runt Nový Malín är det ganska tätbefolkat, med 83 invånare per kvadratkilometer. Närmaste större samhälle är Šumperk, 5,0 km nordväst om Nový Malín. Omgivningarna runt Nový Malín är en mosaik av jordbruksmark och naturlig växtlighet.